# Hanna Ralph

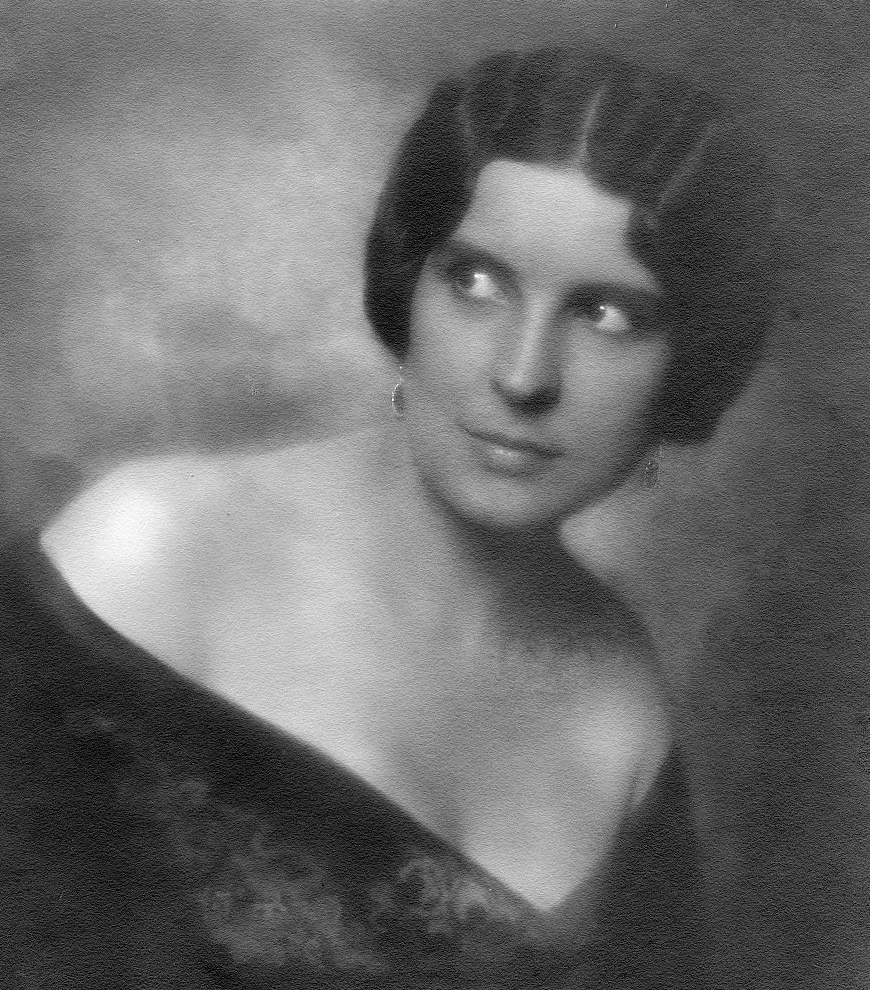
Hanna Ralph.

Hanna Ralph, född 25 september 1885 i Bad Kissingen, Bayern, Kejsardömet Tyskland, död 25 mars 1978 i Berlin, var en tysk skådespelare. Ralph medverkade under 1920-talet i flera uppmärksammade tyska stumfilmer. Efter ljudfilmens genombrott blev hon främst teaterskådespelare och medverkade bara sporadiskt i film.

## Filmografi, urval
- 1920 – Bröderna Karamasov
- 1924 – Nibelungen
- 1926 – Faust
- 1930 – Kungen av Paris